# Ralf Bremmer
Ralf Bremmer (ur. 21 sierpnia 1961 w Bochum) – zachodnioniemiecki zapaśnik walczący w stylu wolnym. Olimpijczyk z Seulu 1988, gdzie zajął siódme miejsce w kategorii do 130 kg.
Czwarty na mistrzostwach Europy w 1986 roku.
Mistrz RFN w 1982 i 1986; drugi w 1981; trzeci w 1988 roku.